# La battaglia di Algeri
La battaglia di Algeri (Arabisch: معركة الجزائر, Maarakat al-Dzjazā'ir, Frans: La Bataille d'Alger) is een Italiaans-Algerijnse oorlogsfilm uit 1966 onder regie van Gillo Pontecorvo.

## Verhaal
De kleine crimineel Ali La Pointe sluit zich aan bij de Algerijnse onafhankelijkheidsstrijders van de FLN. De ordediensten waar zij met aanslagen tegen vechten, worden geassocieerd met het Franse kolonialisme. De Fransen slaan terug met contraterreur en marteling en onderdrukken de stadsguerrilla, maar ze verliezen uiteindelijk van de demonstrerende menigten die een onafhankelijk Algerije willen.

## Rolverdeling
| Acteur             | Personage       |
| ------------------ | --------------- |
| Brahim Hadjadj     | Ali La Pointe   |
| Jean Martin        | Kolonel Mathieu |
| Yacef Saadi        | Djafar          |
| Samia Kerbash      | Fathia          |
| Ugo Paletti        | Kapitein        |
| Fusia El Kader     | Halima          |
| Mohamed Ben Kassen | Kleine Omar     |

## Prijzen en nominaties
| Jaar | Prijs                    | Categorie                | Genomineerde(n)                 | Uitslag     |
| ---- | ------------------------ | ------------------------ | ------------------------------- | ----------- |
| 1966 | Filmfestival van Venetië | Gouden Leeuw             | Gillo Pontecorvo                | Gewonnen    |
| 1966 | Filmfestival van Venetië | FIPRESCI                 | Gillo Pontecorvo                | Gewonnen    |
| 1967 | Oscars                   | Beste originele scenario | Franco Solinas Gillo Pontecorvo | Genomineerd |
| 1967 | Oscars                   | Beste regisseur          | Gillo Pontecorvo                | Genomineerd |
| 1967 | Oscars                   | Beste buitenlandse film  | Gillo Pontecorvo                | Genomineerd |
| 1967 | Nastro d'argento         | Beste Italiaanse film    | Gillo Pontecorvo                | Gewonnen    |
| 1972 | BAFTA's                  | United Nations Award     | Gillo Pontecorvo                | Gewonnen    |